# Paralbula
Genre
Paralbula est un genre fossile d’actinoptérygiens (les poissons à nageoires rayonnées) ayant vécu il y a entre 99,7 et 40,4 millions d’années avant notre ère.

## Liste des espèces
Selon Paleobiology Database (6 octobre 2023) :
- † Paralbula casei Estes, 1969
- † Paralbula marylandica Blake, 1940 - espèce type[2]
- † Paralbula salvania Arambourg, 1952
- † Paralbula stromeri (Weiler, 1929)

## Classification
Le genre Paralbula a été créé en 1940 par l'Américain Sidney Fay Blake (1892-1959) avec pour espèce type † Paralbula marylandica. Il est à noter que l'un des spécimens analysés par Blake a été collecté en 1935 par son épouse, Doris Holmes Blake (d) (1892-1978), spécimen qui fut un temps considéré comme appartenant au genre Albula.

### Étymologie
Le nom générique, Paralbula, composé du grec ancien παρά, pará, « à côté de, auprès de », et du genre Albula, fait référence à la proximité de ces deux genres, le genre Paralbula présente une dentition similaire au genre Albula mais où chaque dent présente plusieurs dents de remplacement positionnées de manière presque verticale.

### Publication originale
- [1940] (en) S. F. Blake, « Paralbula, a new fossil fish based on dental plates from the Eocene and Miocene of Maryland », Journal of the Washington Academy of Sciences, Washington, vol. 30, no 5,‎ 15 mai 1940, p. 205-209 (ISSN 0043-0439, e-ISSN 2573-2110, lire en ligne, consulté le 6 octobre 2023). .